# Motorway M-2 (Pakistan)
Der Motorway M-2 ist eine Autobahn in der Punjabregion in Pakistan. Sie ist 367 km lang und verbindet die größte Stadt Lahore mit der Hauptstadt des Landes Islamabad.

## Bau
Die M-2 führt durch Kala Shah Kaku, Sheikhupura, Tekke Dogran, Kot Sarwar, Pindi Bhattian, Salem, Lilla, Kot Momin, Kallar Kahar, Balksar und Chakri. Sie wurde vom Premierminister Nawaz Sharif in seiner ersten Amtszeit (1990–1993) konzipiert und nach der Bauzeit von 1992 bis 1997 während seiner zweiten Amtszeit im Juli 1997 eingeweiht. Sie ist eine der teuersten Autobahnen in Asien und hat die höchste Säulenbrücke in Asien (in der Khewra Salt Range). Besitzer und Betreiber ist die National Highway Authority.

## Verlauf
Die M-2 beginnt im Westen von Lahore an der Thokar Niaz Baig-Kreuzung mit der N-5 (National Highway 5). Nachdem sie den Fluss Ravi überquert hat, weicht sie von der N-5 (auch als GT oder Grand Trunk Road bekannt) ab und führt in Richtung Westen nach Sheikhupura. Danach folgt nach 36 km die Ausfahrt nach Khanqah Dogran. Unweit der Autobahn liegt der Katas-Raj-Tempel. Nach der folgenden Ausfahrt Kot Sarwar überschneidet sich die M-2 mit der M-3 bei Pindi Bhattian und verläuft in Nord-West-Richtung, bis sie Islamabad erreicht.

## Einrichtungen
Die M-2 hat über die gesamte Strecke sechs Fahrbahnen, es gibt eine Reihe von Rastplätzen mit Waschraum und Essenseinrichtungen entlang der Autobahn.

### Tankstellen
- Tankstelle Sukheki
- Tankstelle Bhera
- Tankstelle Chakri